# Saraswati Matthieu

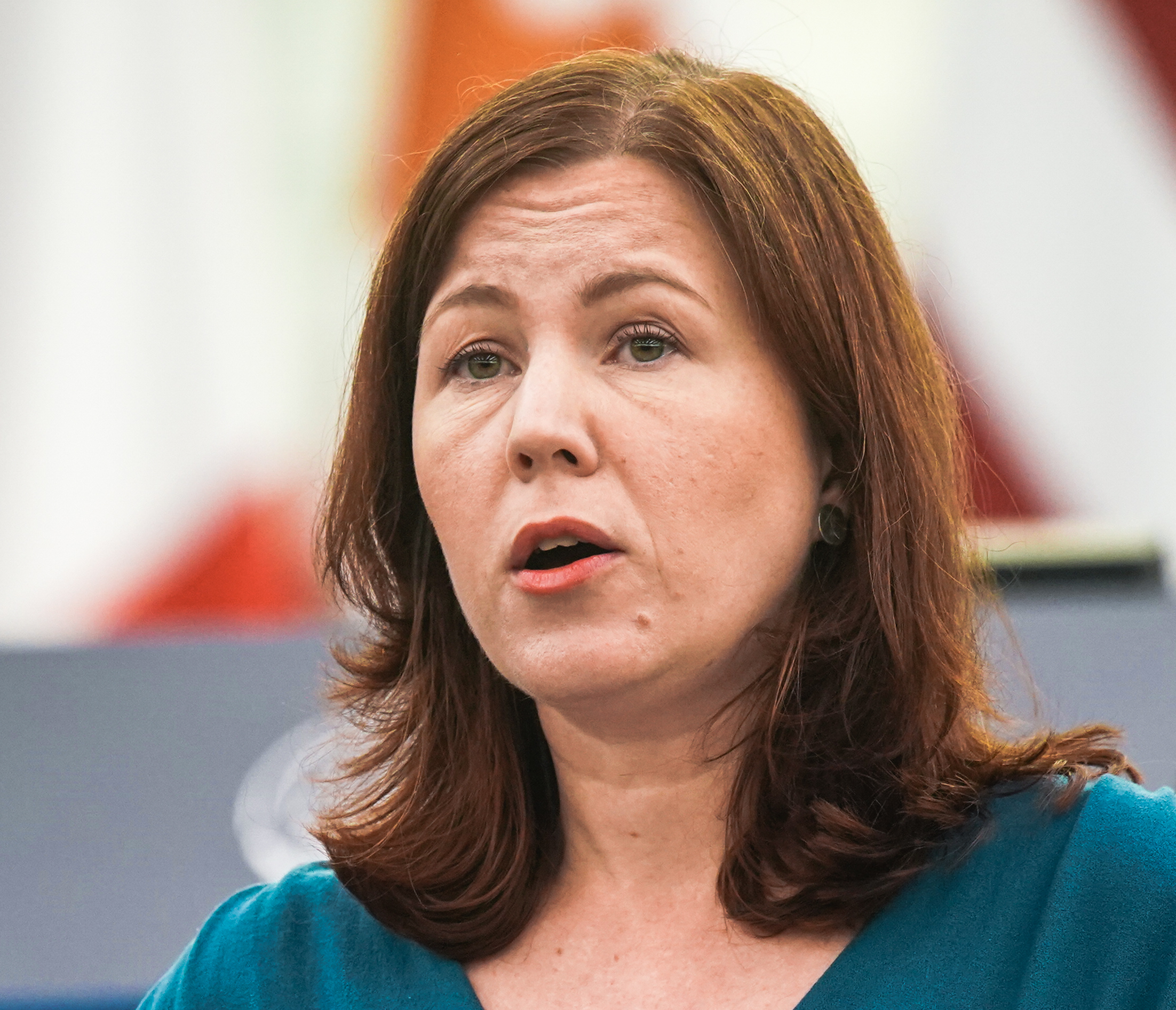
Saraswati Matthieu, Mai 2022

Saraswati Matthieu, meist kurz Sara Matthieu (* 21. Mai 1981 in Aalst, Belgien) ist eine belgische Politikerin der flämischen grünen Partei Groen. Seit 2013 ist Matthieu Mitglied im Gemeinderat von Gent, seit Oktober 2020 ist sie Mitglied des Europaparlaments und dort Teil der Fraktion Grüne/EFA.

## Leben

### Jugend und Ausbildung
Saraswati Matthieu wurde am 21. Mai 1981 in Aalst geboren und wuchs dort auch auf. Ihre Eltern waren beide in verschiedenen Funktionen in der belgischen Politik tätig, ihre Mutter unter anderem als Abgeordnete des Senats. Matthieu besuchte das Koninklijk Lyceum Aalst. Nach Abschluss ihrer Schulausbildung studierte sie von 1999 bis 2003 Moralwissenschaften (moraalwetenschappen) an der Universität Gent (auf Bachelor of Arts), dem schloss sie von 2003 bis 2005 einen Master of Arts in Vergleichenden Kulturwissenschaften an der gleichen Universität an.

### Berufliche Karriere
Matthieus berufliche Karriere ist stark mit ihrem politischen Engagement für die flämischen Grünen verknüpft. Von 2006 bis 2010 arbeitete sie für die Umweltschutzorganisation Naturpuunt im Bereich Kampagnenmanagement und Freiwilligenunterstützung. 2010 wechselte sie ins Büro von Bruno de Lille, der zum Staatssekretär der Brüssel Regionalregierung ernannt worden war, und war für ihn bis 2013 als politische Beraterin tätig. Von 2013 bis 2014 leitete sie das Büro des Staatssekretärs.
Von 2015 bis 2016 war Matthieu als wissenschaftliche Mitarbeiterin für den Bereich Mobilität und Raumplanung von Groen tätig. Im Februar 2016 übernahm sie die Funktion der Fraktionssekretärin der grünen Fraktion im Parlament der Region Brüssel-Hauptstadt.

### Politisches Engagement
Matthieu engagierte sich bereits in ihrer Jugend für grüne Politik, unter anderem war sie 1999 Mitgründerin des Ortsverband der flämischen grünen Jugend (Jonge Agalev) ihres Heimatortes Alst. Auch an ihrem Studienort Gent gründete sie 2000 einen Ortsverband der grünen Jugend, ebenso den grünen Studierendenverband Groene Alternatieve Studenten. Von 2001 bis 2002 war Matthieu Bundessprecherin und bis 2005 Vorstandsmitglied von Jong Groen. Von 2002 bis 2005 war sie Delegierte des Jugendverbandes für die Federation of Young European Greens.
Von 2006 bis 2007 sowie von 2010 bis 2012 war Matthieu Vorstandsmitglied der Genter Grünen, von 2007 bis 2010 Mitglied des Groen-Provinzverbandes von Ostflandern. Ebenso gehörte sie von 2007 bis 2010 dem Vorstand des nationalen Verbandes von Groen an. Ihre Partei wählte sie zur Delegierten für die Europäische Grüne Partei, sie vertrat die Partei im Europäischen Parteienverband von 2007 bis 2012. Von 2012 bis 2015 gehörte sie dem Vorstand (committee) der Europäischen Grünen an, ebenso von 2012 bis 2015 dem Vorstand des internationalen grünen Parteienverbandes Global Greens. Von 2016 bis 2019 leitete sie das Europäische Netzwerk von Groen.
2012 kandidierte sie für den Genter Stadtrat bei den Kommunalwahlen, verpasste jedoch ein Mandat, rückte jedoch 2013 nach. Seit 2013 ist Matthieu Mitglied des Gemeinderates der Stadt Gent, später leitete sie dort (bis 2020) auch die grüne Fraktion.
Abseits ihres Engagements für grüne Politik ist Matthieu auch Mitglied verschiedener Vereine, unter anderem Amazone vzw asbl. In ihrer Funktion als Stadtratsmitglied war sie unter anderem Vorstandsmitglied bei TMVW, GAB habenbedrijf, der Bibliothek Gent, Fietseambassade, IVAGO, Regent, Citadel Finance und AG SOB Autonoom Stadsontwikkelingsbedrijf Gent.

### Wechsel ins Europaparlament
Für die Europawahlen 2019 kandidierte Saraswati Matthieu für einen der vorderen Plätzen der Groen-Liste. In der Abstimmung setzte sich Petra De Sutter als Listenplatzerste durch, der langjährige (und einzige) Europaabgeordnete von Groen, Bart Staes, wurde auf den zweiten Platz gewählt, Matthieu auf den dritten Platz. Intern wurde die Vereinbarung getroffen, dass, falls Staes nicht direkt ein Mandat erringen sollte, im Falle eines Ausscheidens von De Sutter direkt Matthieu nachfolgen würde. Bei der Europawahl gewann Groen trotz Stimmenzuwächse (+1,75) mit 12,37 Prozent nur ein Mandat, sodass nur Listenplatzerste Petra De Sutter einzog.
Nach langen Verhandlungen verabschiedeten im Herbst 2020 sieben belgische Parteien die sogenannte Vivaldi-Koalition, darunter auch Groen, um die Regierung De Croo zu bilden. Im Zuge dessen wurde Europaabgeordnete Petra De Sutter zur Vizepremierministerin und Ministerin ernannt und gab daher ihr Mandat im Europaparlament auf. Entsprechend der Nachfolgeregelung von Groen zog Saraswati Matthieu ein, wobei sie ihr Mandat im Gemeinderat von Gent behielt. Matthieu vertritt die Fraktion im Ausschuss für internationalen Handel, des Weiteren ist sie stellvertretendes Mitglied Ausschuss für Beschäftigung und soziale Angelegenheiten und im Ausschuss für Umweltfragen, öffentliche Gesundheit und Lebensmittelsicherheit.